# Julius Kainz
Julius Kainz (* 7. Juni 1935 in Weitersfeld an der Mur; † 26. September 2016) war ein österreichischer Verlagsmanager.
Julius Kainz begann seine Verlegerkarriere 1958 bei der „Kleinen Zeitung“. Er wurde zuerst Werbeleiter und 1969 Verlagsdirektor, bis er schließlich von 1991 bis 2000 die Geschäftsführung der Tageszeitung „Die Presse“ übernahm. Von 1995 bis 2005 war Kainz auch Herausgeber der „Presse“.
Kirchlich engagierte sich Kainz in zahlreichen ehrenamtlichen Funktionen wie als Mitglied des Katholischen Medienvereines und des Domkuratoriums, dessen langjähriger Vorsitzender er war.

## Auszeichnungen
- Ehrenmitglied der katholischen Studentenverbindung KÖStV Babenberg Graz im ÖCV
- Ehrenkreuz für Wissenschaft und Kunst I. Klasse
- Großes Goldenes Ehrenzeichen des Landes Steiermark

## Schriften
- Zukunftsunternehmen Zeitung. Festschrift für Julius Kainz, hrsg. von Angela Fritz und Franz Ivan. Mit Beitr. von Thomas Bauer. Die Presse-Verl.-Ges., Wien 1995.
- mit Andreas Unterberger (Hrsg.): Ein Stück Österreich. 150 Jahre „Die Presse“. Holzhausen Verlag, Wien 1998. ISBN 3-900518-83-1.